# 묵은지
묵은지는 오랫동안 숙성되어 푹 익은 김장 김치이다.

## 요리
- 묵은지찜 – 묵은지를 넣고 국물이 바특하게 삶은 음식이다.
- 묵은지조림 - 묵은지 멸치조림, 묵은지 고등어 조림 등 묵은지를 넣고 조린 음식이다.

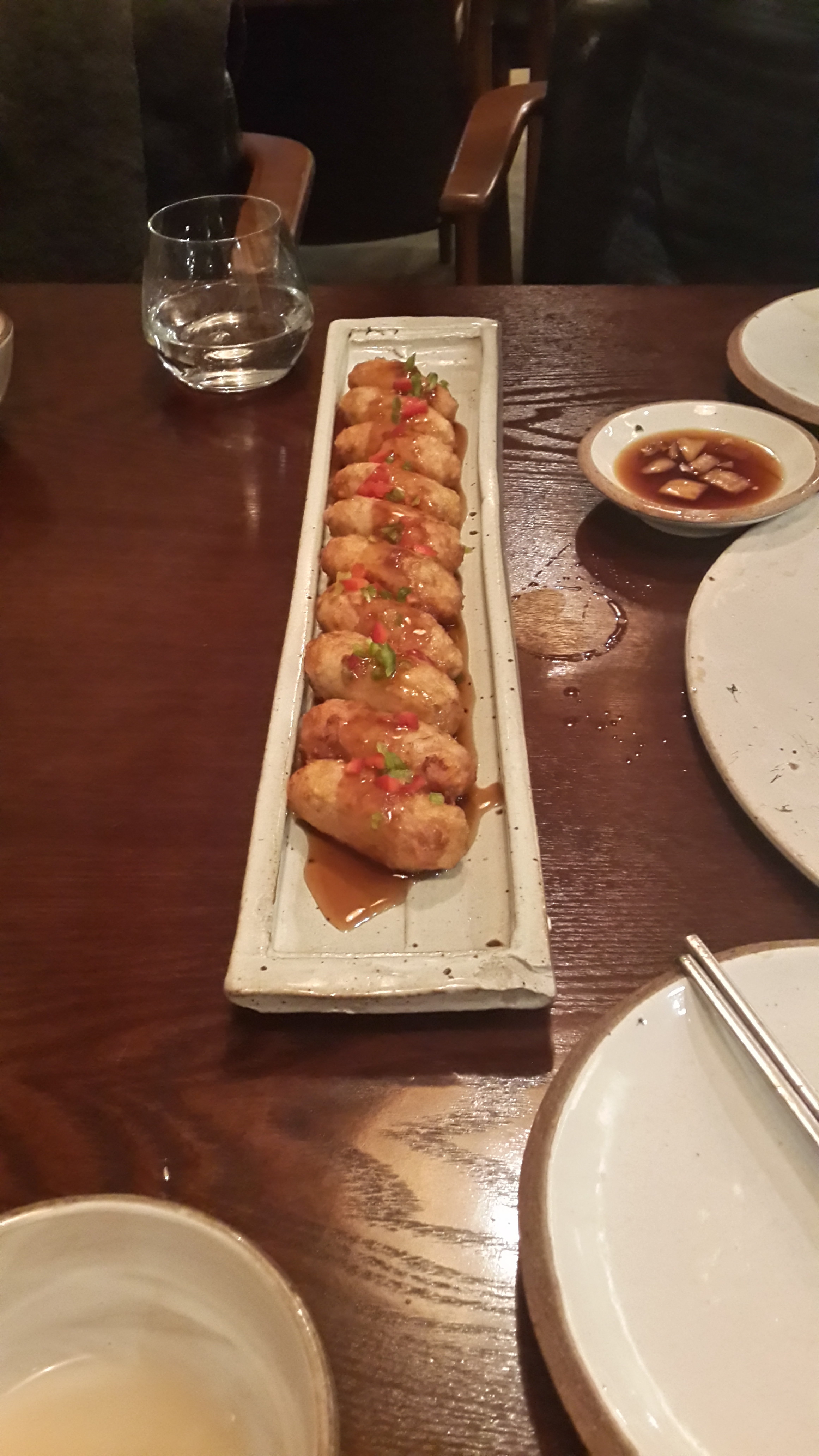
묵은지탕수육

## 같이 보기
- 겉절이